# 止点
止点（英語：dead center）是指活塞在往复式发动机中能达到的距离曲轴最近或者最远的位置。前者称为下止点（bottom dead center），后者称为上止点（top dead center）。
更广义地说，止点是使曲柄所受的力与其本身轴线共线的曲柄位置。也就是说，曲柄位于止点时，推动其转动的横向力为零。因此，一旦曲柄停在止点位置，它就无法靠机构本身来启动。
许多由曲柄驱动的机器（自行车、各类机械压力机、往复活塞式发动机等）利用飞轮储存一定动能，以顺利通过止点位置。多缸发动机则依靠合理设计来保证各个气缸的曲柄不可能同时位于止点。